# أنيتا هايس
أنيتا هايس (بالإنجليزية: Anita Heiss) (1968، سيدني في أستراليا)؛ روائية أسترالية.